# Cylindrorchis tenuicutis
Cylindrorchis tenuicutis är en plattmaskart. Cylindrorchis tenuicutis ingår i släktet Cylindrorchis och familjen Cylindrorchiidae. Inga underarter finns listade i Catalogue of Life.